# Hilda Käkikoski
Hilda Maria Käkikoski, née le 31 janvier 1864 à Lapinjärvi et morte le 14 novembre 1912 à Helsinki, est une femme politique, écrivain et  enseignante finlandaise. En 1907, elle devient l'une des 19 premières femmes à être élue au Parlement finlandais.

## Biographie et carrière
Elle naît sous le nom de Hilda Maria Sjöström à Lapinjärvi en 1864. Elle déménage d'elle-même à Helsinki à l'âge de 14 ans pour aller étudier dans une école supérieure réservée aux femmes. Elle décide de remplacer son nom suédois par Käkikoski, le surnom finnois de ses voisins,. Après avoir terminé ses études, elle travaille en tant que tutrice à domicile jusqu'en 1888, avant d'être admise à l'université ; elle en ressort diplômée d'histoire finnoise et nordique (Ph.D) en 1895. Elle enseigne la langue et l'histoire finnoises dans une école d'Helsinki entre 1891 et 1902.
Hilda Käkikoski s'intéresse au féminisme et défend le droit de vote des femmes : elle devient une membre active de l'Association des femmes finlandaises, et écrit de nombreux articles pour le magazine de l'association. Elle devient vice-présidente de cette association en 1895, et conserve ce poste jusqu'en 1904,. En 1907, elle se présente aux élections législatives avec le Parti finlandais (conservateur). Ces élections sont une première en Finlande, car les femmes disposent désormais du droit de vote et sont éligibles. Hilda Käkikoski remporte l'élection dans sa circonscription d'Uusimaa, devenant ainsi l'une des premières femmes élues au Parlement. Elle ne se représente toutefois pas en 1910 à cause de problèmes de santé.
L'œuvre littéraire de Hilda Käkikoski comprend des chansons, poèmes et histoires courtes pour enfants. En 1902, elle commence à écrire un récit en quatre tomes sur l'histoire de la Finlande. Elle continue de travailler sur ce projet jusqu'à sa mort en 1912, mais son ouvrage demeure incomplet.

## Vie personnelle

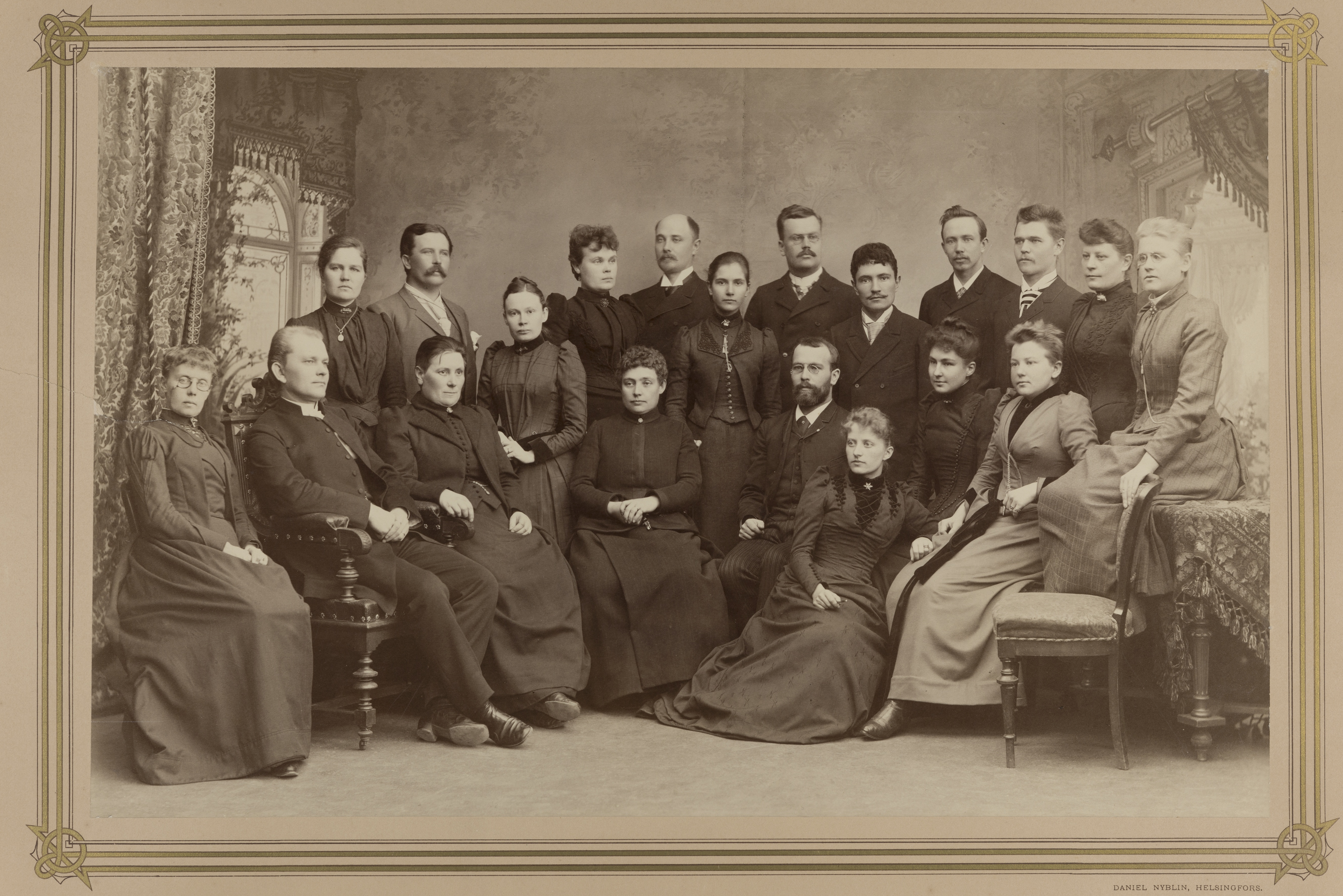
Avec un groupe d’autres professeurs finlandais, en 1891. Käkikoski est assise sur une table, à l’extrême droite ; sa partenaire Fanny Pajula est debout, 4e à partir de la gauche.

Hilda Käkikoski était lesbienne,. Elle a eu une relation avec l'activiste et enseignante Fanny Pajula (fi), avec qui elle a vécu durant six ans, jusqu'en 1895. Plus tard dans sa vie, elle a également eu des relations avec ses amies Hildi Ennola (fi) et Frances Weiss, la diaconesse Hanna Masalin, et l'activiste politique Helmi Kivalo.

## Œuvres

### Ouvrages
- Ajatuksen vapauden puolesta (1906)
- Fichten ”Puheet Saksan kansakunnalle” 1807–1808 (Kansallismielinen nuorisoliitto 1909)
- Hilda Käkikoski kirjeittensä ja kirjoitelmiensa valossa 1–2 (postuumisti ilmestynyt; Kirja 1913–1916)
- Isänmaalle (Suomen Naisyhdistys 1899)
- Lasten kasvattajille Suomen kodeissa (Raittiuden ystävät 1906)
- Leikki ja työ (Otava 1903)
- Naisen äänioikeudesta (Suomen Naisyhdistys 1905)
- Päivä Veronassa ja viikko Venetsiassa (Kansa 1909)
- Runoja (Kansanvalistusseura 1907)
- Sotaa vai rauhaa?  (Suomalaisen puolueen kanslia 1908)
- Suomen historia nuorisolle 1–2 (Kansanvalistusseura 1908–1913)
- Toivon toukomailta 1–3 (Kansanvalistusseura 1903–1907)
- Ylös orjuudesta!  (1909)

### Traductions
- Bjørnstjerne Bjørnson, Arne (SKS 1899)
- Bjørnstjerne Bjørnson, Päivärinteen Synnöve (Edlund 1898)
- Ellen Fries, Kuuluisia naisia 1–2 (Otava 1901–1902)
- Maria Furuhjelm, Palaneita lapsia (Suomen Naisyhdistys 1898)
- Maria Furuhjelm, Papinrouva ja Tervolan torppa (Suomen Naisyhdistys 1896)
- Maria Furuhjelm, Tervolan lapset (Suomen Naisyhdistys 1898)
- Maria Furuhjelm, Tervolan puutarha (Suomen Naisyhdistys 1900)
- Maria Furuhjelm, Ystävät ja huvitukset (Suomen Naisyhdistys 1899)
- Aleksandra Gripenberg, Fredrika Runeberg (Suomen Naisyhdistys 1904)
- Vera Hjelt, Siskosarjalle satuja ja kertoelmia (Otava 1894)
- Martti Luther, Saarnoja Kristuksen kärsimisestä (Söderström 1888)
- Maria, Oma maa mansikka, muu maa mustikka (Suomen Naisyhdistys 1899)
- Hans Lassen Martensen, Otollinen aika (Otava 1902)
- Terveellinen oppi 1–2 (Lutherilainen Evankeliumi-yhdistys 1889–1890)
- Agnes Vollmar, Sunnuntailapsi (Evankeliumiyhdistys 1895)